# Andrej Piontkovskij
Andrej Andrejevič Piontkovskij (* 30. června 1940, Moskva) je ruský matematik a politický analytik, kritik ruského prezidenta Vladimira Putina. Od roku 2016 žije v emigraci.

## Život
Vystudoval matematiku na Lomonosovově univerzitě v Moskvě. Publikoval více než stovku vědeckých prací z oblasti aplikované matematiky.
Přispívá do řady periodik, např. listu Novaja gazeta, anglicky psaných The Moscow Times nebo do internetových novin Grani.ru. Politickou situaci také komentuje pro BBC World Service nebo stanici Svobodná Evropa v Moskvě. Je také členem sdružení spisovatelů PEN klub.
Je otevřeným kritikem prezidenta Vladimira Putina, který podle něj v Rusku vytvořil „měkký totalitní režim“ (soft totalitarian regime). Piontkovskij je také hlavním autorem textu otevřeného dopisu, napsaného v rámci kampaně Putin musí odejít.

## Dílo
- Another Look into Putin's Soul, Hudson Institute (2006), ISBN 1-55813-151-5